# Thalassoma robertsoni
Thalassoma robertsoni är en fiskart som beskrevs av Allen, 1995. Thalassoma robertsoni ingår i släktet Thalassoma och familjen läppfiskar. IUCN kategoriserar arten globalt som sårbar. Inga underarter finns listade i Catalogue of Life.